# 申台龍
申台龍（韓語：신태용，1969年4月11日—）是一位退役韓國足球運動員，曾任韓國國家足球隊主教練，現任蔚山HD主教練。

## 球員時期
申台龍司職攻擊中場。1992年至2004年效力韓職城南一和天馬（即今FC城南），在城南效力了13个赛季，他长期担任队长。
2005年加盟澳職布里斯班獅吼，但旋即因傷退役，改任布里斯班獅吼助教。

## 教練時期
2009年至2012年擔任城南一和天馬主教練。
2010年亞洲聯賽冠軍盃，申台龍帶領城南一和天馬贏得冠軍。
2014年7月，申台龍接替辭職的洪明甫，擔任韓國國家隊看守領隊，直至史泰歷克上任。
2015年，申台龍任韓國U23主教練。
2016年，申台龍帶領韓國國奧隊出戰里約熱內盧奧運，打進8強出局。
2017年南韓主辦U-20世界盃，申台龍接掌韓國U20隊於16強賽敗於葡萄牙出局。
2017年7月，申台龍接替史泰歷克出任韓國國家男子足球隊主教練。申台龍上任後，南韓先後打和伊朗和烏茲別克，以2018年世界盃亞洲區外圍賽第三圈A組第2名出線。
2018年世界盃決賽週，南韓在F組先後輸給瑞典和墨西哥，小組賽最後一場南韓以2:0擊敗爭取衛冕的德國。南韓在小組賽3戰1勝2敗出局，後被解僱。
2020年，申台龍接任印尼國家足球隊主教練。
2025年8月5日，申台龍接任蔚山HD主教練。